# Európai Nemzeti Mozgalmak Szövetsége
Európai Nemzeti Mozgalmak Szövetsége (angolul: Alliance of European National Movements, rövidítve: AENM, franciául: Alliance Européenne des Mouvements Nationaux, rövidítve: AEMN) 2009-ben alakult, európai szélsőjobboldali pártokat tömörítő szervezet.

## Megalakulása
A Szövetséget 2009. október 24-én, Budapesten, a Jobbik Magyarországért Mozgalom VI. kongresszusán alakították meg. A megalakulásban nagy szerepet játszott Kovács Béla, a Jobbik Európai Parlamenti képviselője.

## Tagok

### Jelenlegi tagok
- Háromszínű Láng (Movimento Sociale Fiamma Tricolore, MS-FT)

- Brit Nemzeti Párt (British National Party, BNP)

- Nemzeti Újjászületés Pártja (Partido Nacional Renovador, PNR)

- Nemzeti Demokrata Párt (Национална демократическа партия)

- Egyesült Jobb (Destre Unite, DU)

- Szlovén Nemzeti Párt (Slovenska Nacionalna Stranka, SNS)

### Korábbi tagok
- Jobbik

- Köztársasági Szociális Mozgalom (Movimiento Social Republicano, MSR)

- Nemzeti Front (Rassemblement National, RN)

- Nemzeti Demokraták (Nationaldemokraterna, ND)

- Kék - Fehér Front (Sinivalkoinen Rintama, SR)

- Összukrán Szabadság Unió (Всеукраїнське об'єднання «Свобода»)

## Vezetősége
2010. június 16-án Strasbourgban, egy sajtókonferencia keretében mutatták be a szervezet első vezetőségét:
- elnök: Bruno Gollnisch, a francia Nemzeti Front Európai Parlamenti képviselője
- alelnök: Nick Griffin, a Brit Nemzeti Párt elnöke és Európai Parlamenti képviselője
- kincstárnok: Kovács Béla, a Jobbik volt Európai Parlamenti képviselője
- főtitkár: Valerio Cignetti, az olasz Fiomma Tricolore tagja

2013. december 17-én Kovács Bélát választották meg négy évre a szervezet elnökének.

### A szervezet jelenlegi vezetősége
- elnök: Kovács Béla, a Jobbik Magyarországért Mozgalom volt tagja

- testületi tagok:

Valerio Cignetti, az olasz Háromszínű Láng tagja

Zmago Jelinčič Plemeniti, a Szlovén Nemzeti Párt elnöke

## Politikai Nyilatkozata
Európa nemzetei, valamint az általuk képviselt kulturális és nyelvi sokszínűség iránt érzett közös felelősségünk tudatában,
Szem előtt tartva a keresztény civilizáció, a természetjog, az európai béke és szabadság elidegeníthetetlen értékeit,
Azon veszély ismeretében, amelyet a globalizáció erői jelentenek ezen felbecsülhetetlen értékű örökségre nézve,
Az európai nemzeti mozgalmak és pártok képviselőiként a következőket követeljük:
1. Szabad, független és egyenlő nemzetek Európájának létrehozását, egy szuverén nemzetállamokból álló konföderáció keretében, amely tartózkodik olyan kérdésekben való döntések meghozatalától, amelyekben helyesen az Államok feladata dönteni.
2. Minden olyan kezdeményezés elutasítását, amely egy európai nemzetek feletti állam létrehozására irányul.
3. A szabadság, emberi méltóság és egyenlő jogok előmozdítását minden állampolgár számára, és a totalitarianizmus bármely formájának való ellenszegülést.
4. A népek, illetve a választott képviselőik általi közvetlen szavazás elsőbbségét a közigazgatási vagy hivatali testületeket érintő kérdésekben.
5. Európa hatékony védelmét olyan új fenyegetésekkel szemben, mint a terrorizmus, valamint a vallási, politikai, gazdasági, vagy pénzügyi imperializmus.
6. A bevándorlási probléma békés és humánus rendezését többek között nemzetközi együttműködés útján, amelynek célja a harmadik világbeli országok fejlődés és önellátás felé való segítése.
7. A családok támogatására irányuló határozott politikát, amely az európai demográfiai deficit javítását célozza és a társadalomban a hagyományos értékeket erősíti.
8. A sokféleség megőrzését Európában, amely az identitások, a hagyományok, nyelvek és az őslakos kultúrák különbözőségében gyökeredzik.
9. Az európai népek közösen harcoljanak a szociális dömping és a globalizáció romboló hatásai ellen.

## Célok
Az Európai Parlamentben a Szövetségnek alakulásakor 8 képviselője volt, de a Nemzeti Frontnak a Szövetségből való 2013-as kilépésével, illetve a Brit Nemzeti Pártnak az Európai Parlamentből való 2014-es kiesésével, a Szövetségnek csak 3 (Jobbikos) képviselője maradt.
Távlati cél, hogy teljesítsék azokat a feltételeket (minimum 7 országból, minimum 25 képviselő) mellyel saját frakciót alakíthatnak.
Az Európai Parlament a szövetséget európai szintű politikai pártnak tekinti és ennek megfelelően  számára az európai politikai pártoknak járó működési támogatást biztosítja, amit értekezletek és konferenciák, kiadványok, tanulmányok és reklámok, igazgatási, személyzeti és útiköltségek, az európai választásokkal kapcsolatos kampányok kiadásaira lehet felhasználni. Ennek mértéke 2012-ben 289.266 euró, 2013-ban 385.323 euró, 2014-ben pedig 454.366 euró volt.
A Európai Nemzeti Mozgalmak Szövetsége jelenleg egyetlen Európai Parlamenti mandátumnal sem rendelkezik, mivel a, Jobbik 2016-ban kilépett, a többi jelenlegi tag pedig nem tudott képviselőt küldeni.